# Telipogon salinasiae
Telipogon salinasiae là một loài thực vật có hoa trong họ Lan. Loài này được Farfán & Moretz mô tả khoa học đầu tiên năm 2003.